# Diltiazem
Diltiazem ist ein Arzneistoff aus der Gruppe der Calciumantagonisten bzw. Calciumkanalblocker, der gefäßerweiternd und im AV-Knoten des Herzens leitungsverzögernd wirkt. Diltiazem gehört zu den Benzothiazepinen. In Deutschland wird es als Dilzem von der Firma Pfizer und unter generischer Bezeichnung von zahlreichen anderen Anbietern vertrieben.

## Geschichte
Anfang der 1970er Jahre wurde Diltiazem (Dilzem) erstmals in Japan entwickelt. Masanori Sato untersuchte dieses auf pharmakologische Eigenschaften. Die calciumantagonistische Wirkung wurde 1975 von Nakajima entdeckt.

## Anwendung
Bei Patienten mit koronarer Herzkrankheit wird Diltiazem bei stabiler Angina Pectoris, bei instabiler Angina Pectoris und insbesondere bei vasospastischer Angina Pectoris (Prinzmetal-Angina) eingesetzt.
Als Antiarrhythmikum zur Behandlung von Herzrhythmusstörungen kann Diltiazem vorbeugend gegen paroxysmale supraventrikuläre Tachykardien und bei Patienten ohne WPW-Syndrom zur Verlangsamung der Pulsfrequenz bei Vorhofflimmern und Vorhofflattern verordnet werden.
Bei der Behandlung des Bluthochdrucks wird Diltiazem zur Senkung des Blutdrucks verwendet.
Zur Behandlung von Analfissuren wird es lokal, etwa als Salbe oder Creme, angewandt.
Auch in der Therapie von diffusen Ösophagusspasmen kommt Diltiazem zum Einsatz. Hier führt es zu einer Relaxation der glatten Ösophagusmuskulatur.

## Gegenanzeigen und Warnhinweise
Diltiazem darf bei SA-Block II. und III. Grades und in der Schwangerschaft nicht angewandt werden. Die intravenöse Gabe ist auch bei Bradykardie (Puls < 55 Schläge pro Minute) kontraindiziert.
Eine sorgfältige Überwachung ist bei SA-Block I. Grades, bei älteren Patienten, bei stark eingeschränkter Nierenfunktion und bei einer gleichzeitigen Therapie  mit Betablockern erforderlich.
Auch wenn Schäden des Säuglings bislang nicht bekannt geworden sind, sollte es nicht in der Stillzeit eingenommen werden, da es in die Muttermilch übergeht.

## Nebenwirkungen
Anstieg der Leberenzyme Gamma-GT und LDH, Lymphknotenschwellung, Erbrechen, Sodbrennen, Diarrhö, SA-Block, Schwächegefühl, Ödeme. Selten sind allergische Hauterscheinungen, Synkopen, Herzinsuffizienz, Schlaflosigkeit, Halluzinationen und depressive Verstimmungen sowie Potenzstörungen. Bei Diabetikern können Hyperglykämien auftreten.

## Handelsnamen
Monopräparate

Coridil (CH),
Dilsal (7. Juli 1993 TAD Pharma GmbH, DE), Dil-Sanorania (D), Diltaretard (D), Diltiagamma (D), Dilzem (2. Februar 1978 Pfizer GmbH D, A, CH), Tildiem (CH), diverse Generika (D, A, CH)